# Virden, Illinois
Virden är en ort i Macoupin County, och Sangamon County, i Illinois. Vid 2010 års folkräkning hade Virden 3 425 invånare.